# Martin Frič
Martin Frič, cunoscut și ca Mac Frič, (n. 29 martie 1902, Praga, Austro-Ungaria – d. 26 august 1968, Praga, Cehoslovacia) a fost un scenarist de film, actor, regizor și profesor ceh.

## Viață

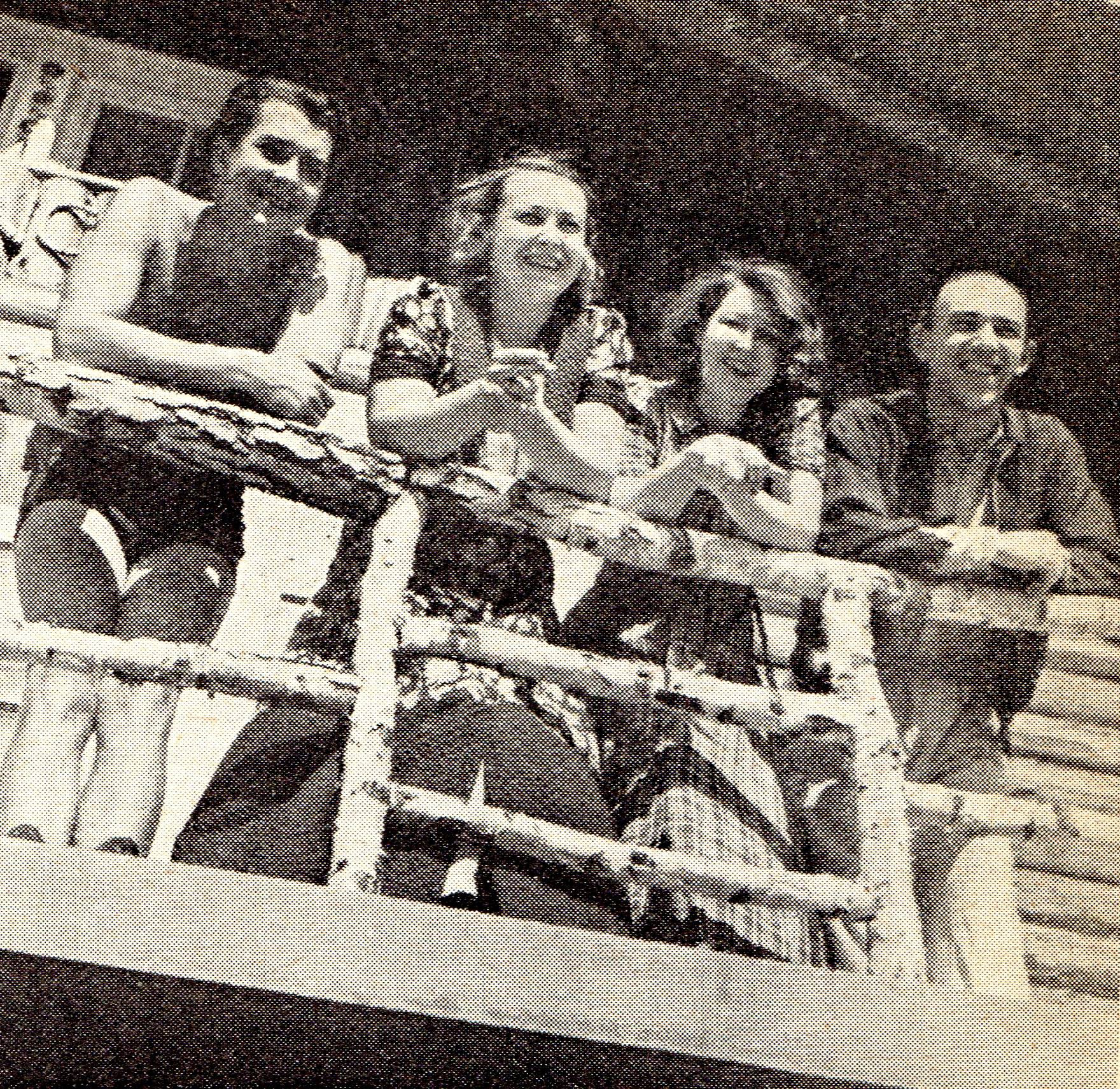
Suzanne Marwille și Martin Frič (dreapta) (1940) în vila lor

A fost elev (și colaborator apropiat) al regizorului ceh Karel Lamač. Frič a regizat o serie de filme cehe legendare și încă foarte populare.
Martin Frič a fost laureat al Premiului Național (1940) pentru regia filmului Muzikantská Liduška⁠(d), a mai primit Premiul de Stat (1951), deținător al Ordinului Republicii (1955), în 1962 a devenit artist emerit și în 1965 a fost numit artist national.
Soția sa a fost actrița Suzanne Marwille (Marta Schölerová, 1895–1962), iar fiicele sale vitrege au fost actrițele Marta Fričová și Eva Fričová, ambele fiice ale Suzannei Marwille dintr-o căsătorie anterioară.
După căsătoria sa, Suzanne Marwille a construit o vilă funcționalistă în districtul cadastral Hodkovičky⁠(d) din Praga (strada Na Lysinách 9/430), proiectată de arhitectul Ladislav Žák⁠(d) și echipată cu mobilier de arhitectul rezidențial Josef Hesoun. Vila lui Frič a fost reconstruită după anul 2000 și este astăzi un monument cultural protejat. 
Marcat de ocupația sovietică a Cehoslovaciei, la 21 august 1968, potrivit unor surse, și-a pus capăt voluntar vieții.  Cu toate acestea, după alte surse, el nu s-a sinucis;  fiica sa vitregă, Marta Fričová, a declarat că se afla deja în spital la 21 august și a murit acolo de cancer. Este înmormântat în cimitirul de lângă biserica Sf. Maria Magdalena din Přední Kopanina⁠(d).
A fost nepotul lui Vojtěch Frič⁠(d) (al cărui frate Václav Frič⁠(d) era interesat de litografie) și nepotul lui Alberto Vojtěch Frič⁠(d) (care era etnograf). 

## Cariera artistică
Martin Frič a fost o personalitate de film foarte complexă, care a excelat în mai multe profesii în domeniu: de la designer de film, creator de subtitrări pentru filme mute, tehnician de laborator de film, actor, cameraman, compozitor, scenarist până la regizor de film și profesor. Este considerat unul dintre creatorii fondatori ai filmului ceh modern, care a lăsat o amprentă de neșters asupra acestuia, la fel ca și Otakar Vávra.
A devenit regizor independent la sfârșitul anilor 1920, când a filmat dramele Páter Vojtěch și Varhaník u sv. Víta⁠(d), care, cu prelucrarea sa de înaltă calitate, au depășit standardele producției interne de film din acea vreme. Mai ales al doilea film, cu Karel Hašler⁠(d) în rolul principal, a impresionat prin stilizarea sa remarcabilă în stilul kammerspiel german. Cu toate acestea, Frič a preferat să regizeze comedii, asupra cărora s-a concentrat total după apariția filmului sonor. Anii 1930 și 1940 au fost cei mai de succes din întreaga sa carieră. Frič a admirat filmele de la Hollywood, care au servit ca model pentru munca sa în acest domeniu, care a fost populară în rândul publicului și al criticilor.
În 1932, a interpretat rolul lui Sherlock Holmes în filmul Lelíček ve službách Sherlocka Holmes regizat de Karel Lamač⁠.
Gama operei de comedie a lui Frič a fost destul de largă. Împreună cu Jiří Voskovec⁠(d) și Jan Werich a filmat comedia satirică Hej-rup! și Svět patří nám⁠(d) (Lumea ne aparține), au urmat filme precum Kristián⁠(d) sau Hotel Modrá hvězda⁠(d) care erau comedii sociale, Život je pes⁠(d) (Viața este un câine, 1933) sau Eva tropí hlouposti⁠(d) (Eva spune prostii, 1939) care erau aproape de comediile nebune. Comediile studențești Škola základ života (Școala stă la baza vieții) și Cesta do hlubin študákovy duše (Călătorie în adâncurile sufletului unui elev) au făcut parte și ele dintr-o categorie aparte. Vedetele cinematografiei din aceea perioadă au excelat în titlurile menționate mai sus, acestea își datorau adesea popularitatea și statutul de vedetă lui Frič. Frič a fost cel care a pus baza succeselor cinematografice ale unor actori ca Hugo Haas, Vlasta Burian, Oldřich Nový, Adina Mandlová sau Nataša Gollová.
Pe lângă comedii, Frič a regizat însă și filme din alte genuri. Cu filmul Jánošík (1935) a pus primele baze ale producției de lungmetraje slovace în 1935 și cu această ocazie l-a descoperit și pe viitorul regizor și actor important slovac Paľo Bielik⁠(d). Jánošík este un film romantic cehoslovac despre un erou legendar al poporului slovac bazat pe piesa omonimă a lui Jiří Mahen. Intriga filmului începe în 1711 și are loc în regiunea muntoasă săracă a Ungariei din Slovacia.
Filmografia lui Frič include și adaptări literare (Hordubalove, Muzikantská Liduška⁠(d) sau Barbora Hlavsová⁠(d)) sau filme psihologice (Lidé na kře sau Experiment).
În perioada postbelică, Frič și-a continuat fără probleme munca anterioară. În 1946, a regizat filmul Varúj...!, în Slovacia, care a devenit piatra de temelie a producției de film slovac de după război. Celelalte filme ale sale de succes, care au fost realizate în perioada cinematografiei naționalizate, au fost, de exemplu Čapkovy povídky⁠(d) (bazat pe cinci povestiri de Karel Čapek) sau  Návrat domů.
După 1948, însă, chiar și Frič a trebuit să facă față debutului realismului socialist. Filmografia sa a alternat astfel între lucrări de gen de înaltă calitate și titluri care aduceau un omagiu ideologiei vremii. Primul grup include Pytlákova schovanka⁠(d) (Ascunzătoarea braconnierului sau Nobilul milionar), o parodie a „kitsch-ului filmului de dinainte de război”, sau comedia color în două părți Císařův pekař – Pekařův císař (Împăratul brutarului), regizat de Frič după ce Jiří Krejčík⁠(d) a abandonat regia sa. Al doilea grup include filme uitate precum dramele Pětistovka și Zocelení, realizate în spiritul temelor privind viața muncitorilor.
În ultima parte a carierei sale de regizor, Frič a continuat să producă filme care au fost apreciate de public. La sfârșitul anilor 1950, a filmat basme populare ca Prințesa cu stea în frunte (bazat pe basme de Božena Němcová și Pavol Dobšinský) și Dařbuján și Pandrhola (după un basm de Jan Drda). În 1955 a regizat drama istorică Psohlavci (Capete de câini), a doua adaptare cinematografică a romanului istoric omonim al lui Alois Jirásk Psohlavci din 1884 despre rebeliunea Chod⁠(d) de la sfârșitul secolului al XVII-lea.
În anii 1960 a regizat drama Oameni în rulotă sau comedii precum Král Králů⁠(d) (Regele regilor, 1963) sau (ultimul film regizat de Martin Frič) Nejlepší ženská mého života⁠(d) (Cea mai bună femeie din viața mea, 1968). În acestea, precum și în celelalte titluri târzii ale sale (de exemplu, în drama istorică din timpul războiului Hvězda zvaná pelyněk (O stea numită Pelin, 1964), a oferit unor actrițe ca Milena Dvorská⁠(d) sau Jiřina Bohdalová⁠(d) șansa de a excela. Filmografia lui Frič la sfârșitul anilor 1960 s-a încheiat cu moartea sa prematură.

## Citat
| “ | Am fost norocos să încep cu acest regizor excelent. El a fost cel care m-a inițiat în secretele tehnicii filmului și alfabetul actoriei cinematografice. El aparține creatorilor fondatori ai cinematografiei cehe. Mereu calm – nu l-am văzut niciodată supărat – perfect pregătit. El știa exact ce vrea. Înainte de a repeta, a disecat starea mentală a personajului, explica ce trebuia făcut și a început să repete. A făcut ceva ce puțini oameni au putut face: a acceptat și uneori a elaborat ideile actorului. - Ladislav Boháč⁠(d) | ” |

## Filmografie
- 1929 Páter Vojtěch
- 1929 The Organist at St. Vitus' Cathedral
- 1930 All for Love
- 1930 Chudá holka
- 1931 On a jeho sestra
- 1931 Bravul soldat Svejk (Dobrý voják Švejk)
- 1931 Der Zinker
- 1931 To neznáte Hadimršku
- 1932 Sestra Angelika
- 1932 Wehe, wenn er losgelassen
- 1932 The Ringer
- 1932 Anton Špelec, ostrostřelec
- 1932 Lelíček ve službách Sherlocka Holmese
- 1933 Život je pes
- 1933 S vyloučením veřejnosti
- 1933 Pobočník Jeho Výsosti⁠(d)
- 1933 Kantor Ideál
- 1933 Revizorul (Revizor)
- 1933 Dvanáct křesel⁠(d)
- 1933 U snědeného krámu
- 1934 The Last Man
- 1934 Mazlíček
- 1934 Der Adjutant Seiner Hoheit
- 1934 Der Doppelbräutigam
- 1934 Hej-Rup!
- 1935 The Eleventh Commandment
- 1935 Jánošík
- 1935 Hero for a Night
- 1935 Ať žije nebožtík
- 1935 Hrdina jedné noci⁠(d)
- 1936 Ulička v ráji
- 1936 Švadlenka
- 1936 Páter Vojtěch
- 1936 Mravnost nade vše
- 1937 Svět patří nám
- 1937 Krok do tmy
- 1937 Lidé na kře
- 1937 Advokátka Věra
- 1937 Tři vejce do skla⁠(d)
- 1938 Hordubalové⁠(d)
- 1938 Škola základ života⁠(d)
- 1939 Muž z neznáma⁠(d)
- 1939 Kristián
- 1939 Jiný vzduch⁠(d)
- 1939 Cesta do hlubin študákovy duše⁠(d)
- 1939 Eva tropí hlouposti⁠(d)

- 1940 Katakomby
- 1940 Muzikantská Liduška⁠(d)
- 1940 Baron Prásil
- 1940 Druhá směna
- 1941 Těžký život dobrodruha
- 1941 Tetička
- 1941 Roztomilý člověk
- 1941 Hotel Modrá hvězda
- 1942 Valentin Dobrotivý
- 1943 Barbora Hlavsová⁠(d)
- 1943 Der zweite Schuß
- 1943 Experiment
- 1944 Počestné paní pardubické
- 1944 Dir zuliebe
- 1944 Prstýnek
- 1945 Černí myslivci
- 1946 13. revír
- 1946 Varúj...!
- 1947 Čapkovy povídky
- 1948 Návrat domů
- 1948 Polibek ze stadionu
- 1949 Pytlákova schovanka aneb Šlechetný milionář
- 1949 Pětistovka

- 1950 Zocelení
- 1951 Bylo to v máji
- 1951 Past
- 1952 Împăratul brutarului (Císařův Pekař & Pekařův Císař)
- 1953 Secretul sângelui (Tajemství krve)
- 1955 Capete de câini (Psohlavci)
- 1955 Nechte to na mně
- 1956 Zaostřit, prosím!
- 1958 Povodeň
- 1958 Dnes naposled
- 1959 Prințesa cu stea în frunte (Princezna se zlatou hvězdou)

- 1960 Bílá spona
- 1960 Dařbuján a Pandrhola⁠(d)
- 1963 Král Králů
- 1964 Hvězda zvaná Pelyněk⁠(d)
- 1966 Oameni în rulotă (Lidé z maringotek)
- 1967 Přísně tajné premiéry⁠(d)
- 1968 Nejlepší ženská mého života⁠(d)